# Уральская советская энциклопедия
Уральская советская энциклопедия (УрСЭ) — русское энциклопедическое издание об Урале, его географии, демографической и социально-политической ситуации в регионе и о местном населении.
Ответственный редактор Я. Р. Елькович; редсовет: В. Н. Андронников, И. Г. Бирн, В. Ф. Головин. — Свердловск : Уралоблисполком "Урал. сов. энцикл." ; М., 1933- .

## История
Решение об издании Уральской советской энциклопедии (УСЭ) было принято Уральским обкомом ВКП(б) в мае 1930 года. В 1931 году вышел в свет обширный Словник-проспект Уральской советской энциклопедии, а через два года — первый том, который включил около 650 статей, в основном о городах Урала, природных богатствах края, месторождениях полезных ископаемых. Остальные тома не были изданы, так как большая часть редакции была репрессирована.

## Содержание
Энциклопедия охватывает почти все области знания, но в подаче фактов и подробности изложения материала заметно влияние коммунистической идеологии.
| Том | Название                 | Год издания | страниц |
| --- | ------------------------ | ----------- | ------- |
| 1   | А — В (А, В, С — Вяхирь) | 1933        | 854     |